# Rikissa Magnusdotter

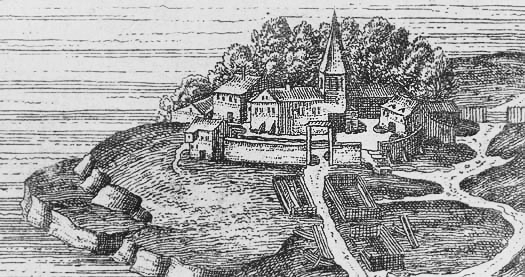
Rikissa var abbedissa i Sankta Klara kloster på Norrmalm mellan 1335 och 1348.

Rikissa Magnusdotter, född 1285/1287, död 17 december 1348, var en svensk prinsessa, dotter till Magnus Ladulås och Helvig av Holstein, samt klarissa och abbedissa vid Sankta Klara kloster i Stockholm från 1335. Hon anses vara begravd tillsammans med sina föräldrar i Riddarholmskyrkan i Stockholm.
Rikissa blev vid sex års ålder överlämnad av sin far till klostret och inträdde i dess orden. Hennes invigning innefattade stora festligheter med torneringar där bland annat hennes bror Birger dubbades till riddare. De religiösa ceremonierna ska dock ha begränsats på grund av hennes ålder. Enligt Anteckningar om svenska qvinnor från 1864 förde hon med sig en stor hemgift till klostret: "gåfvobref på gårdar, hemman, qvarnar och andra lägenheter, jemte en hop dels bebyggda, dels obebyggda tomter, samt holmar, gärden och betesmarker, deribland norrmalms i Stockholm, dem konungen tillförsäkrade klostret till oinskränkt egendom". Vid vuxen ålder vigdes hon till abbedissa.
Enligt en fantasifull 1600-talstradition skall Rikissa vid sin överlämning till klostret fört med sig en guldkedja, som hon behöll och sedan bar under sin tid som abbedissa. Efter hennes död skall den gått i arv mellan klostrets abbedissor, för att till sist behållas av Anna Reinholdsdotter Leuhusen då klostret upplöstes vid reformationen 1523. Kedjan är förvisso troligen från Rikissas tid, men har sannolikt förvärvats av henne efter utträdet ur klostret.